# Лахлафи, Брахим
Брахим Лахлафи — марокканский бегун на средние и длинные дистанции. Бронзовый призёр олимпийских игр 2000 года в беге на 5000 метров. На Олимпиаде 1996 года занял 8-е место с результатом 13.13,26. Двукратный победитель 10-мильного пробега Dam tot Damloop в 1990 и 1998 годах. Победитель кросса Cross Internacional de Venta de Baños 1990 года. Серебряный призёр чемпионата Африки 1998 года на дистанции 3000 метров. Занял 4-е место на чемпионате мира 1999 года.
В 2000 году стал победителем мемориала Ван-Дамма в беге на 5000 метров с личным рекордом 12.49,28. В 2007 году занял 13-е место на Парижском марафоне с результатом 2:15.09.
6 апреля 2002 года получил французское гражданство, но представлял Марокко на соревнованиях до 15 марта 2007 года.